# Wereldkampioenschappen zwemmen 2024 – 4×100 meter wisselslag mannen
De 4×100 meter wisselslag mannen op de wereldkampioenschappen zwemmen 2024 in Doha vond plaats op 18 februari 2024. 

## Records
Voorafgaand aan het toernooi waren dit het wereldrecord en het kampioenschapsrecord
| Wereldrecord         | Verenigde Staten Ryan Murphy Michael Andrew Caeleb Dressel Zach Apple | 3.26,78 | Tokio   | 1 augustus 2021 |
| Kampioenschapsrecord | Verenigde Staten Ryan Murphy Nic Fink Dare Rose Jack Alexy            | 3.27,28 | Fukuoka | 30 juli 2023    |

## Uitslagen
De acht snelste ploegen in de series plaatsen zich voor de finale.

### Series
| Rang | Serie | Baan | Land             | Namen | Tijd         | Bijz.        |
| ---- | ----- | ---- | ---------------- | --- | ------------ | ------------ |
| 1    | 2     | 4    | Verenigde Staten | Jack Aikins (53,84) Jake Foster (59,45) Shaine Casas (50,99) Luke Hobson (48,25)                                                 | 3.32,53      | Q            |
| 2    | 1     | 4    | Nederland        | Kai van Westering (54,11) Caspar Corbeau (59,02) Nyls Korstanje (51,42) Stan Pijnenburg (48,34)                                  | 3.32,89      | Q, NR        |
| 3    | 2     | 7    | Spanje           | Hugo González (53,19) Carles Coll Martí (1.00,56) Mario Molla Yanes (51,69) Sergio De Celis Montalban (48,13)                    | 3.33,57      | Q            |
| 4    | 3     | 2    | Polen            | Ksawery Masiuk (53,57) Jan Kałusowski (1.00,44) Jakub Majerski (51,29) Kamil Sieradzki (48,49)                                   | 3.33,79      | Q            |
| 5    | 3     | 3    | Canada           | Blake Tierney (53,98)) James Dergousoff (1.00,77) Finlay Knox (51,90) Javier Acevedo (47,51)                                     | 3.34,16      | Q            |
| 6    | 3     | 6    | Italië           | Michele Lamberti (54,23) Ludovico Blu Art Viberti (59,19) Federico Burdisso (52,25) Alessandro Miressi (48,53)                   | 3.34,20      | Q            |
| 7    | 2     | 6    | Oostenrijk       | Bernhard Reitshammer (54,77) Valentin Bayer (1.00,21) Simon Bucher (51,38) Heiko Gigler (47,93)                                  | 3.34,29      | Q            |
| 8    | 3     | 7    | Ierland          | Conor Ferguson (54,04) Darragh Greene (1.00,16) Max McCusker (51,83) Shane Ryan (48,94)                                          | 3.34,97      | Q            |
| 9    | 3     | 5    | Australië        | Bradley Woodward (54,17) Sam Williamson (59,11) Kai James Taylor (53,64) Jack Cartwright (48,63)                                 | 3.35,55      |              |
| 10   | 3     | 1    | Portugal         | Gabriel Lopes (54,80) Francisco Robalo Quintas (1.01,15) Diogo Ribeiro (51,26) Miguel Nascimento (48,42)                         | 3.35,63      | =NR          |
| 11   | 2     | 5    | Zuid-Korea       | Lee Ju-ho (54,10) Choi Dong-yeol (1.00,07) Yang Jae-hoon (52,95) Hwang Sun-woo (48,73)                                           | 3.35,85      |              |
| 12   | 3     | 4    | China            | Xu Yifan (56,44) Dong Zhihao (59,23) Wang Xizhe (52,76) Ji Xinjie (48,25)                                                        | 3.36,68      |              |
| 13   | 2     | 2    | Hongarije        | Adam Jaszo (54,89) Daniel Sos (1.01,66) Richard Marton (52,50) Nandor Nemeth (47,81)                                             | 3.36,86      |              |
| 14   | 2     | 1    | Mexico           | Diego Camacho Salgado (55,83) Miguel Alejandro de Lara Ojeda (1.00,52) Jorge Iga (52,46) Andres Dupont Cabrera (48,07)           | 3.36,88      | NR           |
| 15   | 2     | 9    | Griekenland      | Evangelos Makrygiannis (53,61) Arkadios Aspougalis (1.01,97) Konstantinos Emmanouil Stamou (52,58) Stergios Marios Bilas (48,95) | 3.37,11      |              |
| 16   | 3     | 0    | Zuid-Afrika      | Pieter Coetze (53,69) Matthew Randle (1.02,83) Chad le Clos (51,60) Clayton Jimmie (49,17)                                       | 3.37,29      |              |
| 17   | 1     | 3    | Bulgarije        | Kaloyan Levterov (56,10) Lyubomir Epitropov (1.00,65) Josif Miladinov (52,61) Kaloyan Bratanov (48,56)                           | 3.37,92      |              |
| 18   | 1     | 5    | Servië           | Velimir St Jepanovic (55,79) Uros Zivanovic (1.02,42) Durde Matic (51,89) Andrej Barna (47,88)                                   | 3.37,98      | NR           |
| 19   | 2     | 8    | Kazachstan       | Yegor Popov (55,86) Arsen Kozhakhmetov (1.01,92) Maxim Skazobtsov (52,92) Adilbek Mussin (48,51)                                 | 3.39,21      |              |
| 20   | 2     | 3    | Japan            | Osamu Kato (54,55) Ikuru Hiroshima (1.01,28) Nao Horomura (53,00) Riki Abe (51,08)                                               | 3.39,91      |              |
| 21   | 2     | 0    | Thailand         | Ratthawit Thammananthachote (58,54) Dulyawat Kaewsriyong (1.07,07) Navaphat Wongcharoen (54,22) Tonnam Kanteemool (51,69)        | 3.51,52      |              |
| 22   | 3     | 9    | Vietnam          | Tran Hung Nguyen (1.00,72) Pham Thanh Bao (1.04,05) Nguyen Hoang Khang (58,70) Ngo Dinh Chuyen (54,52)                           | 3.57,99      |              |
| –    | 3     | 8    | Zweden           | | Niet gestart | Niet gestart |

### Finale
| Rang   | Baan | Land             | Namen | Tijd              | Bijz.             |
| ------ | ---- | ---------------- | --- | ----------------- | ----------------- |
| Goud   | 4    | Verenigde Staten | Hunter Armstrong (53,15) Nic Fink (58,20) Zach Harting (51,13) Matt King (47,32)                              | 3.29,80           |                   |
| Zilver | 5    | Nederland        | Kai van Westering (53,84) Arno Kamminga (58,23) Nyls Korstanje (51,12) Stan Pijnenburg (48,04)                | 3.31,23           | NR                |
| Brons  | 7    | Italië           | Michele Lamberti (54,28) Nicolò Martinenghi (57,97) Gianmarco Sansone (52,14) Alessandro Miressi (47,20)      | 3.31,59           |                   |
| 4      | 2    | Canada           | Blake Tierney (53,65)) James Dergousoff (59,89) Finlay Knox (51,60) Javier Acevedo (47,75)                    | 3.32,89           |                   |
| 5      | 3    | Spanje           | Hugo González (53,11) Carles Coll Martí (1.00,88) Mario Molla Yanes (51,14) Sergio De Celis Montalban (48,07) | 3.33,20           |                   |
| 6      | 1    | Oostenrijk       | Bernhard Reitshammer (54,72) Valentin Bayer (1.00,61) Simon Bucher (51,27) Heiko Gigler (48,02)               | 3.34,62           |                   |
| 7      | 8    | Ierland          | Conor Ferguson (54,46) Darragh Greene (1.00,20) Max McCusker (51,78) Shane Ryan (48,84)                       | 3.35,28           |                   |
| –      | 6    | Polen            | Ksawery Masiuk (53,55) Jan Kałusowski Jakub Majerski Kamil Sieradzki                                          | Gediskwalificeerd | Gediskwalificeerd |